# Condado Macabro
Condado Macabro é um filme de terror e suspense produzido no Brasil em 2015, dirigido por Marcos DeBrito e André de Campos Mello. Foi lançado pela Elite Filmes no dia 12 de novembro de 2015.

## Recepção
Em resenha para a Veja São Paulo, Miguel Barbieri Jr. deu a Condado Macabro duas de cinco estrelas possíveis e disse que o filme era autêntico: "Trata-se de um filme de terror brasileiro que não tenta camuflar suas fontes e bebe, explicitamente, em clássicos como O Massacre da Serra Elétrica, o original de 1974. Ou seja: é um produto comercial e com bom resultado para quem curte o gênero", lamentando que a produção estivesse sendo exibida em apenas uma sala de cinema.
No site Papo de Cinema, o crítico de cinema Robledo Milani deu três estrelas e meia de cinco para o filme e disse que Condado Macabro era "um bom representante do gênero [de horror], dono de uma veia pop pulsante e ainda assim sem medo de assumir riscos que poderiam afugentar aqueles em busca de um viés mais comercial. E mesmo sem reinventarem a roda, entregam um produto bem-acabado e que cumpre sua função sem ressalvas".

## Prêmio
- "Melhor Longa Nacional" no Festival de Cinema Fantástico de Porto Alegre.[3]